# Cirolana enigma
Cirolana enigma är en kräftdjursart som beskrevs av Wieder och Feldmann 1992. Cirolana enigma ingår i släktet Cirolana och familjen Cirolanidae. Inga underarter finns listade i Catalogue of Life.